# 58 (число)
Вижте пояснителната страница за други значения на 58.
58 (петдесет и осем) е естествено, цяло число, следващо 57 и предхождащо 59.
Петдесет и осем с арабски цифри се записва „58“, а с римски цифри – „LVIII“. Числото 58 е съставено от две цифри от позиционните бройни системи – 5 (пет) и 8 (осем).

## Общи сведения
- 58 е четно число.
- 58 е атомният номер на елемента церий.
- 58-ият ден от годината е 27 февруари.
- 58 е година от Новата ера.
- Класическият обработен като брилянт диамант е с 58 фасети (57 без калета).